# Hans-Joachim Marseille
Vous lisez un « bon article » labellisé en 2017.
Pour les articles homonymes, voir Marseille (homonymie).
Hans-Joachim Marseille (prononcé en allemand : [hans joˈaχɪm mɑrˈseɪ]), né le 13 décembre 1919 à Berlin (Allemagne) et mort le 30 septembre 1942 vers Sidi-Abd-el-Rahman (Égypte), est un pilote de chasse allemand, as de l'aviation durant la Seconde Guerre mondiale.
Surnommé Stern von Afrika (« Étoile d'Afrique ») et volant uniquement sur Messerschmitt Bf 109, il est titulaire de 158 victoires aériennes remportées au-dessus de la Manche et, surtout, au-dessus de l'Afrique du Nord contre la Desert Air Force (DAF) du Commonwealth. Aucun autre pilote allemand ne cumule autant de victoires contre les Alliés qu'Hans-Joachim Marseille, ce qui en fait un as craint et respecté mais aussi une source de propagande pour le Troisième Reich.
Marseille rejoint la Luftwaffe en 1938 et, à vingt ans, il est diplômé de l'une des écoles de pilotage de la Luftwaffe juste à temps pour participer à la bataille d'Angleterre avec la Jagdgeschwader 52 (JG 52), sans succès notable. Connu pour son mode de vie anticonformiste, son aversion pour l'autorité et son attitude chevaleresque, il a une vie nocturne si occupée qu'il est parfois trop fatigué pour être autorisé à voler le lendemain matin. En conséquence, il est transféré à l'unité Jagdgeschwader 27 (JG 27) qui s'installe en Afrique du Nord en avril 1941 pour mener la guerre du désert. Sous la direction de son nouveau commandant, qui reconnaît le potentiel talent chez le jeune officier, Marseille développe rapidement ses capacités de pilote de chasse. Il atteint le zénith de sa carrière de pilote de chasse le 1er septembre 1942 où, après trois sorties, il revendique 17 avions abattus, ce qui lui vaut la croix de chevalier de la croix de fer avec feuilles de chêne, glaives et brillants. Vingt-neuf jours plus tard, à seulement 22 ans, Marseille se tue en s'extrayant en vol de son avion qu'il doit abandonner en raison d'une défaillance du moteur.
Un film allemand, Der Stern von Afrika (1957), réalisé par Alfred Weidenmann, retrace librement le parcours de Marseille pendant la guerre.

## Biographie

### Naissance et famille
Hans-Joachim Walter Rudolf Siegfried Marseille — surnommé « Jochen » en privé — est le fils de Charlotte Marie Johanna Pauline Gertrud Riemer et du Hauptmann Siegfried Georg Martin Marseille. Sa famille paternelle est d'ascendance huguenote et donc française. Il est né au 164 Berliner Strasse à Berlin-Charlottenbourg le 13 décembre 1919 à 23 h 45.
Enfant, il est physiquement faible et manque de mourir d'un grave cas de grippe. Son père est officier de l'armée allemande pendant la Première Guerre mondiale et quitte les forces armées pour rejoindre la police de Berlin. Siegfried rejoint en 1933 l'armée et est promu General en 1935. À nouveau promu, il obtient le rang de Generalmajor le 1er juillet 1941. Il sert sur le front de l'Est depuis le début de l'opération Barbarossa. Siegfried Marseille est tué par des partisans près de Petrykaw en Biélorussie le 29 janvier 1944. Il est enterré dans le cimetière local. Hans-Joachim a également une jeune sœur, Ingeborg, surnommée « Inge ». Lors d'un congé maladie à Athènes à la fin du mois de décembre 1941, il est convoqué à Berlin par un télégramme de sa mère. En arrivant à la maison, il apprend que sa sœur a été tuée par un amoureux jaloux à Vienne. Hans-Joachim n'a jamais récupéré émotionnellement de cette perte.
Quand Marseille est encore un jeune enfant, ses parents se séparent et sa mère épouse par la suite un policier nommé Reuter. Marseille prend le nom de son beau-père à l'école bien qu'il ait du mal à l'accepter, puis il reprend le nom de son père à l'âge adulte. Il acquiert la réputation d'être un « rebelle » et de manquer de discipline, une caractéristique qui lui porte préjudice rapidement dans sa carrière dans la Luftwaffe. Marseille a une relation difficile avec son père naturel qu'il refuse de voir à son domicile de Hambourg pendant un certain temps après le divorce. Finalement, il tente une réconciliation avec son père. Celui-ci l'initie à la vie nocturne, à laquelle il prend goût, au point de perturber sa carrière au sein de la Luftwaffe. Cependant, le rapprochement avec son père ne dure pas et il ne le voit plus par la suite.

### Études et entrée dans la Luftwaffe
Marseille étudie de 1926 à 1930 à la 12e Volksschule de Berlin et de 1930 à 1938 au gymnasium Prinz Heinrich à Berlin-Schöneberg. Il y est d'abord considéré comme un élève paresseux, s'attirant régulièrement des problèmes et faisant constamment des farces à ses camarades. Vers la fin de ses années scolaires, il commence à prendre ses études plus au sérieux et obtient très jeune son Abitur, à 17 ans et six mois, étant diplômé au début de l'année 1938. Marseille exprime ensuite son désir d'entrer dans l'armée de l'air. Bien que n'étant pas très sportif, il reçoit un bon rapport pour un mandat avec le Reichsarbeitsdienst Abtlg. 1/177, c'est-à-dire le service de travail obligatoire précédant le service militaire, à Osterholz-Scharmbeck près de Brême, entre le 4 avril et le 24 septembre 1938.
Il rejoint l'armée de l'air allemande, la Luftwaffe, le 7 novembre 1938 en tant que Fahnenjunker (« cadet ») et reçoit sa formation militaire de base à Quedlinbourg dans la région du Harz. Le 1er mars 1939, Marseille est transféré à Luftkriegsschule 4 (LKS 4), — l'actuelle base aérienne de Fürstenfeldbruck — près de Fürstenfeldbruck. Dès sa formation, ses talents de pilote sont évidents, mais il a des difficultés avec la discipline militaire, le respect dû à ses supérieurs et la rigueur prussienne alors en vigueur au sein de l'armée allemande. De plus son côté taciturne lui vaut aussi une certaine méfiance de la part de ses coéquipiers. À cette époque, parmi ses camarades de classe se trouve Werner Schröer, futur as comme lui. Ce dernier rapporte que Marseille néglige souvent la discipline militaire. Il est souvent privé de permission et doit effectuer des corvées. Bien souvent, il ignore cet ordre. Il ne respecte pas non plus les altitudes minimales de vol et, un jour, il se pose sur une autoroute pour satisfaire un besoin naturel. Une autre fois, lors d'un lent tour de piste, Marseille se met à simuler un combat avec un adversaire imaginaire. Ces deux dernières incartades lui valent d'être suspendu temporairement de vol et de voir sa promotion comme Gefreiter retardée.
Marseille entre le 1er novembre 1939 à la Jagdfliegerschule 5 près de Vienne, et y termine sa formation. Cette école de chasse est à l'époque sous le commandement d'Eduard Ritter von Schleich, un as de la Première Guerre mondiale et récipiendaire d'un Pour le Mérite. L'un de ses professeurs est Julius Arigi, un as austro-hongrois de la Première Guerre mondiale. Marseille est diplômé de l'école de chasse avec une évaluation exceptionnelle le 18 juillet 1940 et est affecté à l'unité d'entraînement Ergänzungs-Jagdgruppe Merseburg. Cette dernière est assignée à la lutte antiaérienne sur le site industriel de Leuna depuis le début de la guerre et jusqu'à la défaite française en 1940.
Le 10 août 1940, Marseille est affecté au I. Jagd/Lehrgeschwader 2 (LG 2), une unité d'entraînement alors basée près de Calais et de Marck sur la côte de la Manche, pour participer à la bataille d'Angleterre. Il reçoit cette fois une notation exceptionnelle de son Hauptmann et Gruppenkommandeur, Herbert Ihlefeld.

### Débuts et bataille d'Angleterre

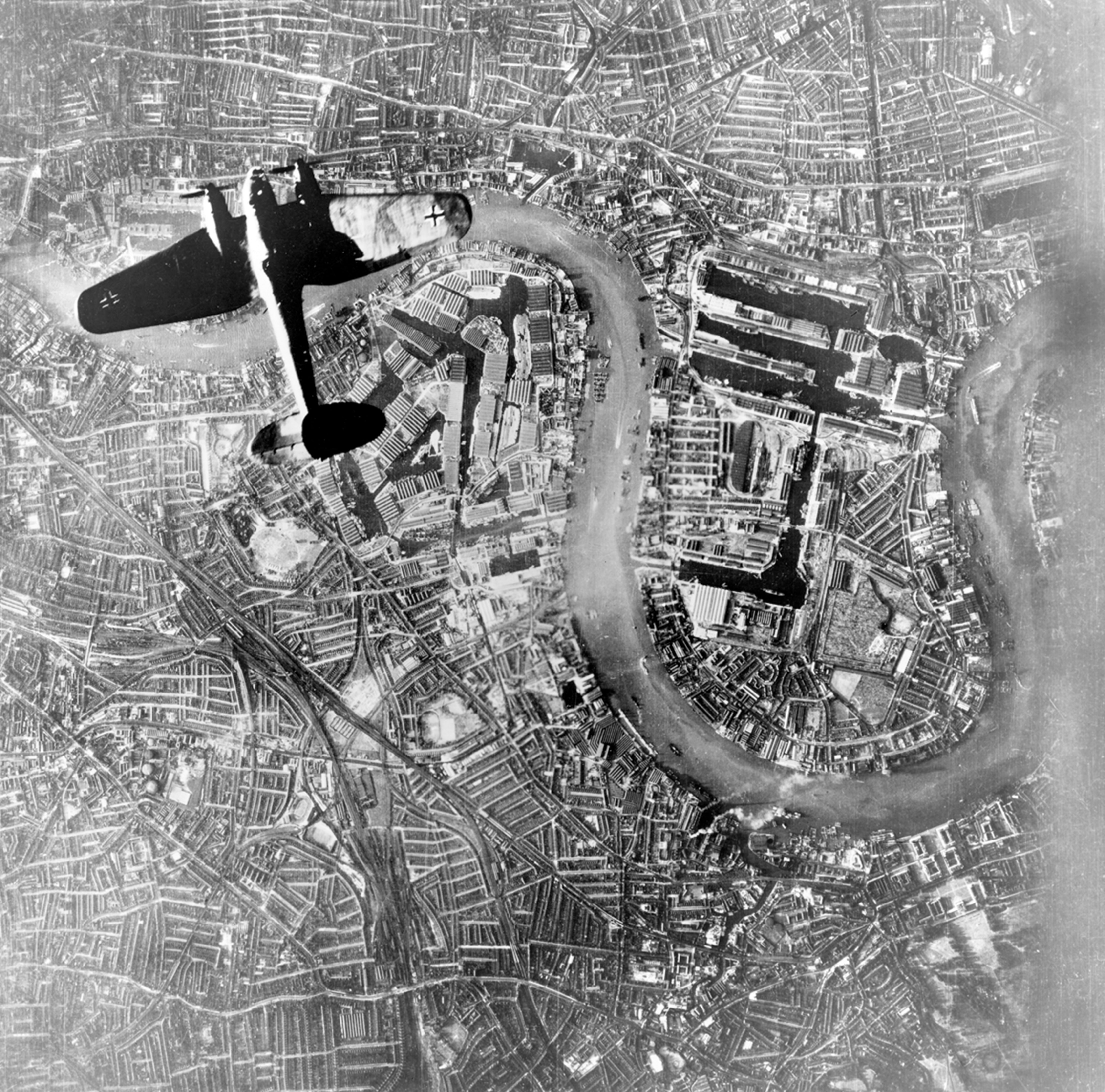
Un bombardier Heinkel He 111 au-dessus du quartier de Southwark à Londres lors de la bataille d'Angleterre (photomontage de propagande).

Lors de son premier combat durant la bataille d'Angleterre le 24 août 1940, Marseille affronte pendant quatre minutes un adversaire britannique volant sur un Hawker Hurricane ou un Supermarine Spitfire. Il vainc son adversaire à la suite d'une chandelle serrée, pour gagner de l'altitude avant de plonger et de tirer. Touché au moteur, l'avion adverse plonge dans la Manche. Il s'agit de la première victoire de Marseille, qui se retrouve alors engagé par plusieurs appareils ennemis. Grâce à une plongée abrupte vers la mer, puis un redressement au dernier moment, il échappe aux tirs de ses adversaires et rejoint Leeuwarden, loin de sa base calaisienne. Marseille est réprimandé pour l'abandon de son ailier et pour avoir engagé l'adversaire seul, ce qui viole une règle fondamentale du combat aérien. Il ne profite donc pas de cette victoire et a du mal à accepter les réalités du combat aérien. Lors de sa deuxième journée de combat, il remporte une autre victoire qui lui vaut d'être décoré de la Croix de fer de 2e classe, et, au 15 septembre 1940 — connu a posteriori comme le Battle of Britain Day —, il en est à sa quatrième victoire. Marseille devient un as le 18 septembre, soit trois jours plus tard, après avoir revendiqué un cinquième avion abattu. Il obtient alors la Croix de fer de 1re classe.
Au retour d'une mission d'escorte de bombardier le 23 septembre 1940, le moteur de son appareil tombe en panne au large du cap Gris-Nez après avoir été touché sur Douvres. Le pilote britannique George Bennions, du No. 41 Squadron RAF, a peut-être tiré sur Marseille ce jour-là. Selon une autre source, Robert Stanford Tuck serait le pilote allié à l'origine de la perte de l'avion de Marseille. L'aviateur allemand abandonne son avion qui s'écrase près de Calais. Marseille est récupéré en mer trois heures plus tard par un Heinkel He 59 venu de Schellingwoude. Fatigué et souffrant d'hypothermie, il est envoyé dans un hôpital de campagne puis a de sérieux problèmes en rentrant à l'aérodrome puisqu'il a abandonné son Staffelkapitän Adolf Buhl ce jour-là, lequel a été abattu et tué. Il reçoit une sévère réprimande et un avertissement final d'Herbert Ihlefeld. D'autres pilotes expriment également leur désaccord sur l'attitude audacieuse et individualiste de Marseille dans les combats aériens et pour s'être aliéné ses pairs, pour sa nature arrogante et son indiscipline, Ihlefeld finit par retirer Marseille de la LG 2.

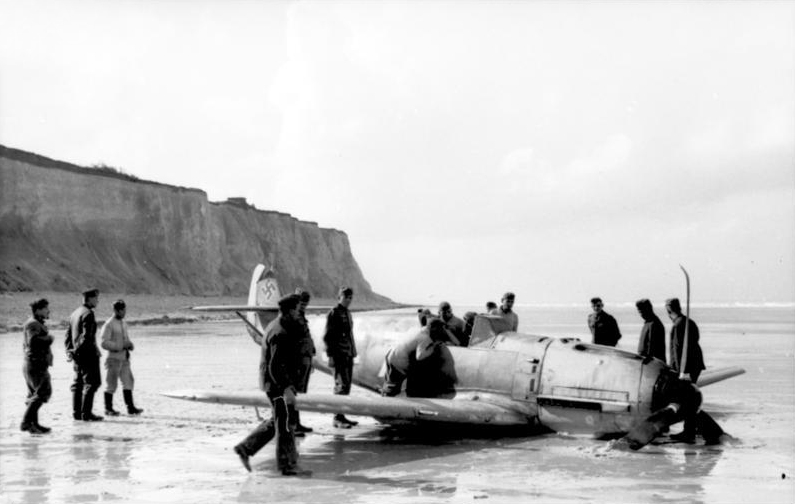
Après la 7e victoire de Marseille le 28 septembre 1940, il est obligé de poser d'urgence son avion (W.Nr. 4091) à Théville à cause d'une panne moteur (photo d’un amerrissage dans le nord de la France).

Au début du mois d'octobre 1940, après avoir remporté sept victoires aériennes avec la LG 2, Marseille est transféré à la 4./JG 52, où il rejoint Johannes Steinhoff et Gerhard Barkhorn. Il perd quatre appareils au combat au cours de cette période. Steinhoff dira plus tard de lui : « Marseille était très beau. Il était un pilote très doué, mais il n'était pas fiable. Il avait des petites amies partout, et elles l'occupaient tant qu'il était parfois fatigué au point qu'il fallait lui interdire de voler. Sa manière parfois irresponsable de [gérer ses affaires] étaient la principale raison pour laquelle je l'ai viré. Mais il avait un charme irrésistible ». En effet, en tant que punition pour « insubordination » — un terme cachant plutôt son penchant pour la musique jazz américaine, son intérêt pour les femmes et un style de vie bohème — et à cause de son incapacité à voler en tant qu'ailier, Steinhoff transfère Marseille à la Jagdgeschwader 27 (JG 27) le 24 décembre 1940. Lorsqu'il rejoint cette nouvelle unité, il est difficile de prévoir la carrière remarquable qui suivra. Son nouveau Gruppenkommandeur, Eduard Neumann, dira de lui « Ses cheveux étaient trop longs et il a apporté une liste de punitions disciplinaires aussi longue que [le] bras. Il était tempétueux, capricieux et indiscipliné. Trente ans plus tard, il aurait été appelé un playboy ». Néanmoins, Neumann reconnaît rapidement le potentiel de Marseille comme pilote. Il déclare dans un entretien que « Marseille ne pourrait représenter que l'une de ces deux [possibilités] : soit un [pilote indiscipliné], soit un grand pilote de chasse ». La Jagdgeschwader 27 est rapidement déplacée en Afrique du Nord pour participer à la guerre du désert en tant que soutien aérien à la Deutsches Afrikakorps.

### Arrivée en Afrique du Nord
L'unité de Marseille combat brièvement lors de l'invasion de la Yougoslavie, depuis son déploiement à Zagreb le 10 avril 1941, avant d'être transférée en Afrique. Le 20 avril, lors du vol de Tripoli vers l'aérodrome servant de base dans la région de Tobrouk, le Bf 109 de Marseille a des problèmes de moteur et le pilote doit faire un atterrissage forcé dans le désert loin de sa destination. Son escadron quitte la zone après s'être assuré qu'il atterrisse en toute sécurité. Marseille, sans avion, continue son voyage d'abord en auto-stop dans un camion italien puis, en trouvant le général chargé d'un dépôt d'approvisionnement sur la route et en le convaincant de l'urgence de sa situation. La détermination de Marseille porte ses fruits et le général met à sa disposition son Opel Admiral avec chauffeur en indiquant « Vous pouvez me rembourser en obtenant cinquante victoires, Marseille ! ». Néanmoins, le pilote ne rattrape son escadron que le 21 avril.

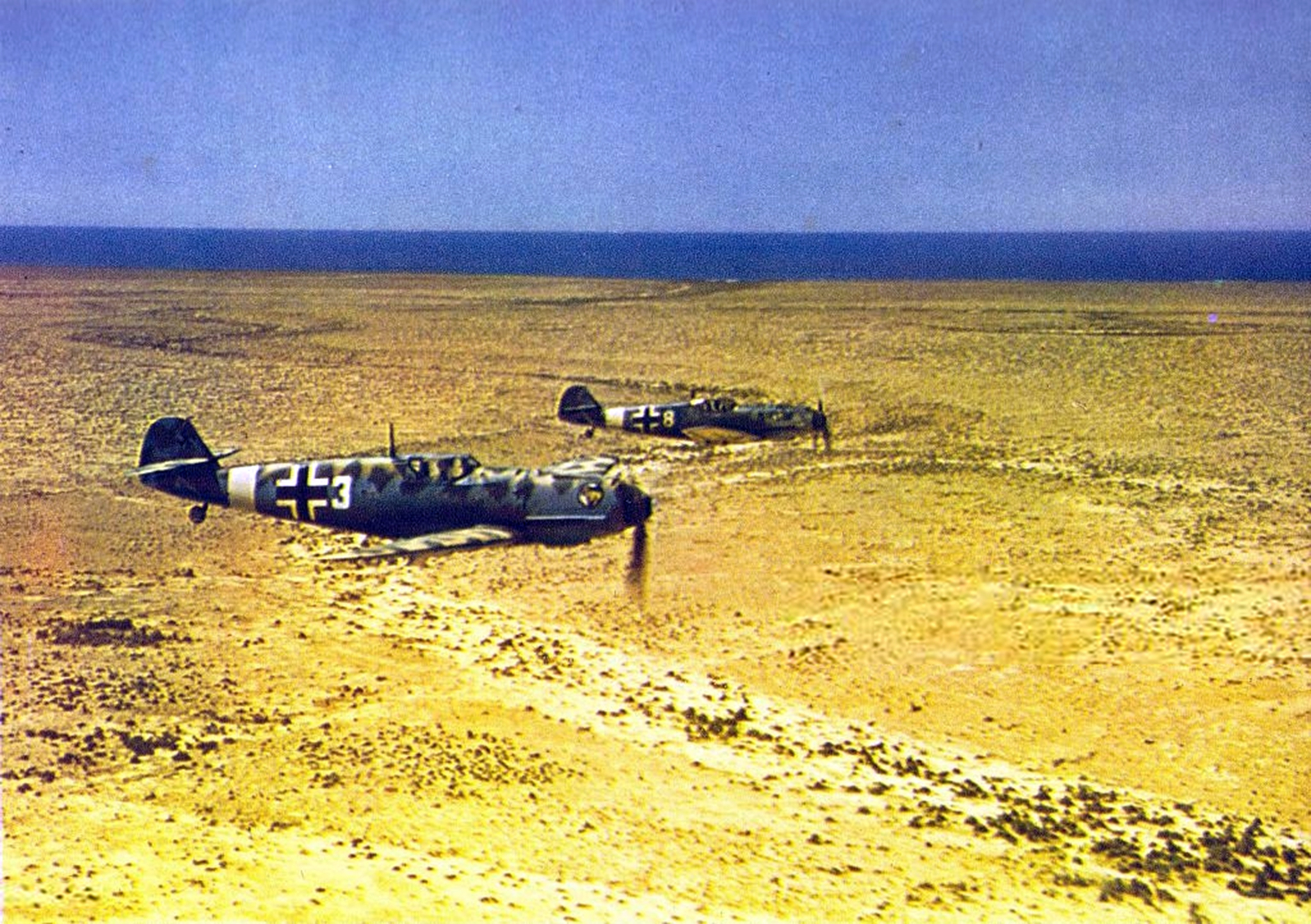
Photographie colorisée de deux Messerschmitt Bf 109E de la Jagdgeschwader 27 (JG 27) au-dessus de l'Afrique du Nord vers 1941.

Marseille obtient deux victoires supplémentaires les 23 et 28 avril, ses premières sur le théâtre nord-africain. Cependant, le 23 avril, il est abattu lors de sa troisième sortie de la journée par le sous-lieutenant James Denis, un pilote de la France libre intégré au No. 73 Squadron RAF et volant sur un Hawker Hurricane. Le Bf 109 de Marseille reçoit près de 30 impacts dans la zone du poste de pilotage, et trois ou quatre qui brisent la canopée. Le pilote ne s'en sort que par miracle et il parvient à atterrir en urgence. Un mois plus tard, le 21 mai 1941, des sources montrent que James Denis remporte une nouvelle victoire contre Marseille.
De nature vantarde, Marseille se met à dos la plupart de ses compagnons et s'attire la réprobation de son chef d'escadrille et supérieur hiérarchique direct, le Leutnant Gerhard Homuth, car il a la fâcheuse habitude de quitter sa formation dès qu'il aperçoit un avion ennemi pour l'attaquer, sans en avoir reçu l'ordre. Le pilote contrevient aux règles du combat aérien et déplaît à son chef de groupe, Eduard Neumann — Geschwaderkommodore à partir du 10 juin 1942 —, qui reconnaît cependant son grand talent. Ce dernier encourage Marseille à s'auto-entraîner pour améliorer ses capacités. Dans la même période, il endommage ou perd en mission quatre autres avions Bf 109E, y compris un avion tropicalisé qu'il transfère le 23 avril 1941. Le taux de victoires de Marseille reste faible et il passe les mois de juin à août sans victoire. Il est encore plus frustré après deux atterrissages d'urgence.
Sa tactique consistant à plonger dans les formations adverses le place souvent comme une cible idéale, ce qui provoque à son avion des dégâts assez importants qui en interdisent la réparation. Par conséquent, Neumann perd sa patience. Marseille persiste et invente un programme spécifique d'autoformation, à la fois physique et tactique, ce qui se traduit non seulement par une perception aiguë des situations de combats, mais aussi une meilleure qualité de tirs et une confiance améliorée dans le contrôle de ses avions. Sur le plan tactique, il affirme sa préférence pour des tirs de déflexion avec un angle élevé devant les appareils de ses ennemis, ciblant donc l'avant de sa cible par le côté, au lieu de la méthode courante consistant à chasser un avion en tirant dessus par derrière. Marseille pratique souvent ces tactiques en rentrant de mission avec ses camarades de mission. Il devient ainsi un maître du tir de déflexion.

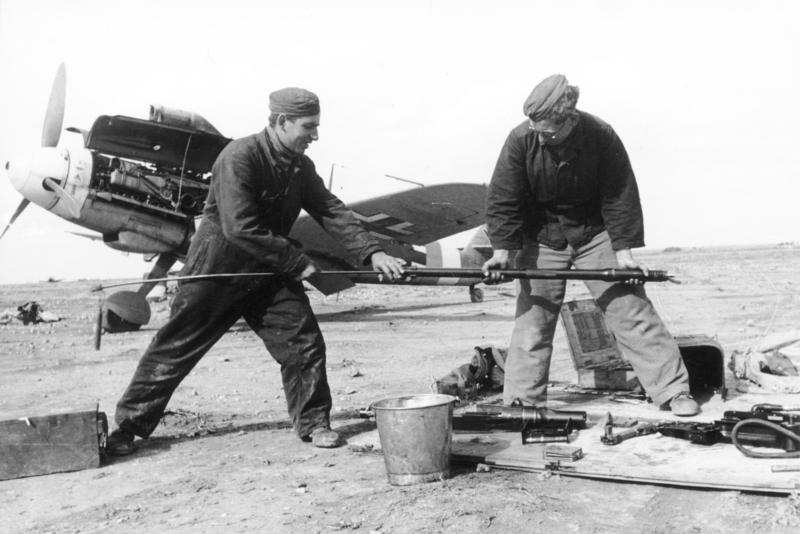
Les mécaniciens de Marseille, Hoffmann (gauche) et Berger (droite), nettoyant l'un des canons d'un Messerschmitt Bf 109. L'appareil W.Nr. 8673 est visible en arrière-plan.

Il est promu au grade de Leutnant en juin 1941, après sa treizième victoire. Peu de temps après, alors que son avion vient d'être sévèrement atteint par des projectiles ennemis, il doit atterrir dans un no man's land et ne parvient à rejoindre indemne les lignes allemandes qu'après une longue marche dans le désert. Devenu la risée du groupe, Marseille prend peu à peu conscience de ses devoirs de soldat et d'aviateur. Ainsi, durant les combats aériens suivants, il reste plus proche de ses camarades et accepte les règles militaires élémentaires. Le 24 septembre, vingt-quatre Messerschmitt Bf 109 de son unité entrent en contact avec deux escadrons de chasseurs britanniques. Sans perte, les Allemands abattent six avions, dont quatre à l'actif de Marseille. Il est nommé Rottenführer et, durant ses nombreuses missions, son tir devient de plus en plus précis.
Alors que Marseille commence à revendiquer régulièrement des victoires sur des avions alliés, il s'assure occasionnellement du bien-être des pilotes abattus, se rendant aux sites de crash afin d'aider les aviateurs en détresse. Ainsi le 13 septembre 1941, il abat par exemple Pat Byers du No. 451 Squadron RAAF (en). Il vole vers l'aérodrome d'origine de Byers et y dépose une note informant les Australiens de son état de santé. Il y retourne plusieurs jours plus tard pour y donner une seconde note avec des nouvelles de sa mort. Marseille répète ces sorties atypiques même après avoir été averti par Neumann que le Commandant en chef de la Luftwaffe et ministre de l'Aviation Hermann Göring a interdit les vols de ce genre. Après la guerre, l'un des camarades de combat de Marseille, Werner Schröer, déclare que Marseille réalise ces gestes de « pénitence » car son groupe « [aime] abattre les avions » mais pas tuer les hommes en essayant de bien « séparer les deux ».
Finalement, le 24 septembre 1941, son entraînement porte ses fruits : il effectue sa première sortie avec plusieurs victoires, revendiquant quatre Hawker Hurricane du 1 Squadron SAAF (en) et un Martin Maryland du No. 203 Squadron RAF abattus. Ce sont ses 19e, 20e, 21e, 22e et 23e victoires. À la mi-décembre, il atteint 25 victoires et reçoit la croix allemande en or. Son avion est transféré en Allemagne en novembre-décembre 1941 pour être converti en Bf 109F-4/trop, la variante tropicalisée (adaptée aux fortes chaleurs).

### «L'étoile d'Afrique»
« Marseille était le virtuose inégalé des pilotes de chasse de la Seconde Guerre mondiale. Ses réalisations avaient déjà été considérées comme impossibles et n'ont jamais été [dépassées] par personne après sa mort. »

— Adolf Galland, commandant de la chasse allemande à partir de 1942.
Marseille s'efforce toujours d'améliorer ses capacités. Il travaille à muscler ses jambes et ses muscles abdominaux pour l'aider à tolérer les g importants du combat aérien. Le pilote allemand boit également une quantité importante de lait et porte des lunettes de soleil avec des protections latérales pour améliorer sa vue.

Emblème du Jagdgeschwader 27 (JG 27), l'unité avec laquelle Marseille réalise l'essentiel de son palmarès.

Pour contrer les attaques de combattants allemands, les pilotes alliés mettent en place des cercles Lufbery — nommés d'après l'as franco-américain Raoul Gervais Lufbery — dans lesquels l'arrière de chaque avion est couvert par l'avion qui le suit. La tactique est efficace et dangereuse car un pilote attaquant cette formation se retrouve constamment dans le viseur des pilotes ennemis. Marseille développe sa tactique, qui diffère considérablement des méthodes de la plupart des autres pilotes : il plonge souvent à haute vitesse au milieu de ces formations défensives par le haut ou le bas, en exécutant un virage serré favorisé par une baisse rapide de sa vitesse et en tirant rapidement. Il attaque donc dans des conditions considérées habituellement comme défavorables et c'est sa maîtrise au vol et au tir qui lui permet de faire une approche réussie assez rapide pour ensuite échapper au feu de riposte des autres avions ennemis. L'as Emil Clade a déclaré qu'aucun autre pilote ne savait utiliser la technique de combat de Marseille aussi efficacement, préférant classiquement plonger sur des adversaires à haute vitesse afin de s'échapper si quelque chose tourne mal. Cette affirmation est corroborée par l'as Friedrich Körner qui a également jugé cette tactique comme unique en expliquant que « tirer dans un virage est la chose la plus difficile qu'un pilote peut faire » et en insistant sur la difficulté d'avoir un rayon de courbure plus petit que celui de ses adversaires (typiquement dans le cas des cercles Lufbery). Pour Marseille, comme il l'explique dans un courrier à son ami Hans-Arnold Stahlschmidt, il s'agit également d'être imprévisible au combat. Le pilote fait fi des règles habituelles pour inventer sa méthode.
L'excellente vue de Marseille lui permet aussi de repérer l'adversaire avant qu'il ne soit lui-même vu, lui garantissant donc de prendre des mesures appropriées et de manœuvrer pour se mettre en position pour une attaque. En combat, les méthodes peu orthodoxes de Marseille le conduisent à opérer dans une petite unité composée d'un chef et d'un ailier, ce qu'il estime être le moyen le plus sûr et le plus efficace dans les conditions de très bonne visibilité qu'offre le ciel nord-africain. Il « travaille » seul en combat aérien en gardant son ailier à une distance sûre, de sorte qu'il ne peut pas entrer en collision ou tirer sur lui par erreur.
L'efficacité de sa méthode porte ses fruits au début de l'année 1942. Il revendique ses 37e, 38e, 39e et 40e victoires le 8 février 1942 et ses 41e, 42e, 43e et 44e victoires quatre jours plus tard, ce qui lui vaut la croix de chevalier de la croix de fer le même mois pour ses 46 victoires. Son succès en tant que pilote de chasse entraîne également des promotions et plus de responsabilités en tant qu'officier. Le 1er mai 1942, Marseille reçoit une promotion exceptionnellement précoce d'Oberleutnant suivie d'une montée en responsabilités comme Staffelkapitän du 3./JG 27 le 8 juin 1942, succédant ainsi à l'Oberleutnant Gerhard Homuth, lui-même promu au commandement de I./JG 27. Dans le même temps, le 21 février 1942, Marseille obtient sa 50e victoire et est récompensé par la croix de chevalier de la croix de fer.

Hans-Joachim Marseille se tenant près d'une de ses victoires, un Hurricane Mk IIB du No. 213 Squadron RAF, en février 1942.
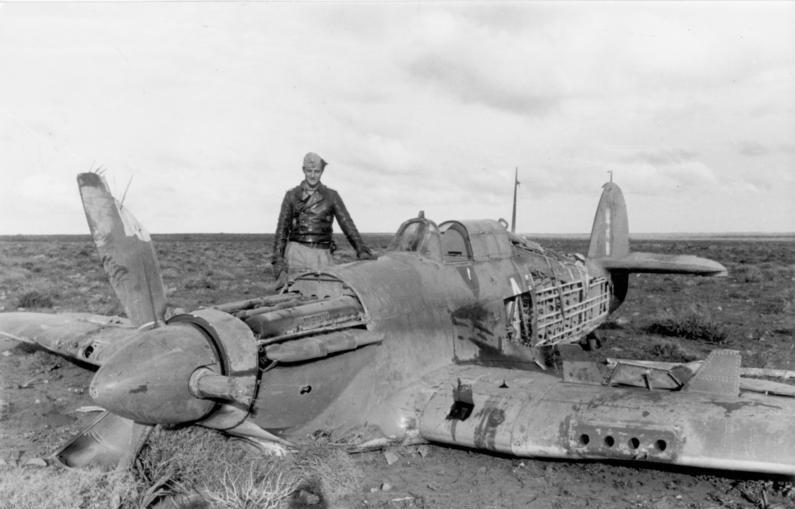
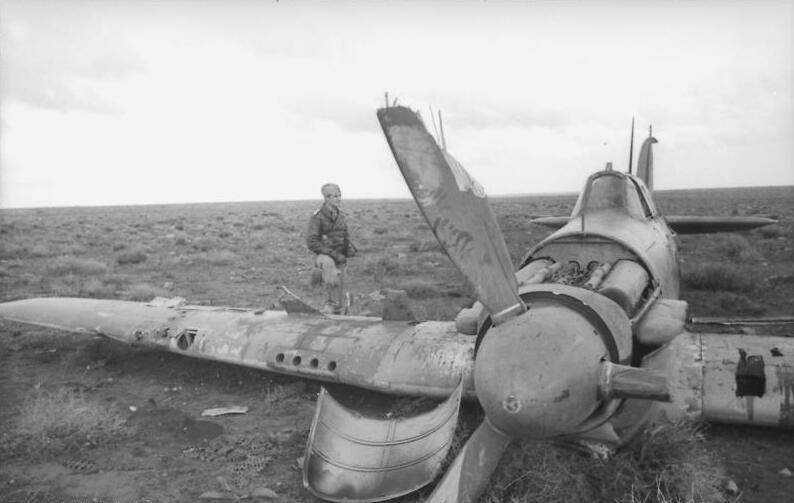
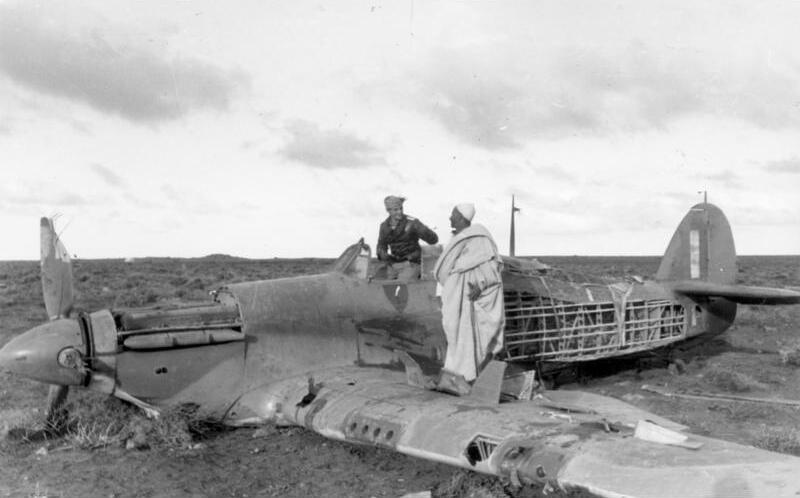

Marseille échappe de justesse à la mort le 13 mai 1942, lorsque son Messerschmitt Bf 109 est endommagé lors d'un combat aérien avec douze Curtiss P-40 Kittyhawks (Mk I) du No. 3 Squadron RAAF au sud-est de Gazala et sur le golfe de Bomba. Avec un ailier, le pilote allemand attaque les Kittyhawks. Après avoir abattu l'un des pilotes, son avion est touché au réservoir d'huile et à l'hélice, probablement par Geoff Chinchen (en) qui a revendiqué avoir endommagé l'un des Messerschmitts ce jour-là. Marseille parvient néanmoins à abattre un autre Kittyhawk, avant de retourner à la base avec son avion en surchauffe. Les réparations du Bf 109 de Marseille prennent deux jours. Il revendique ce jour-là ses 57e et 58e victoires. Quelques semaines plus tard, le 30 mai, il effectue une autre mission honorable après avoir obtenu sa 65e victoire. Après avoir détruit un avion et constaté que le parachute du pilote ne s'est pas ouvert, il se rend après son atterrissage sur le site de l'accident et marque sa tombe, rassemble ses papiers et vérifie son identité. Il rejoint ensuite l'aérodrome ennemi pour informer les camarades du décès du pilote.

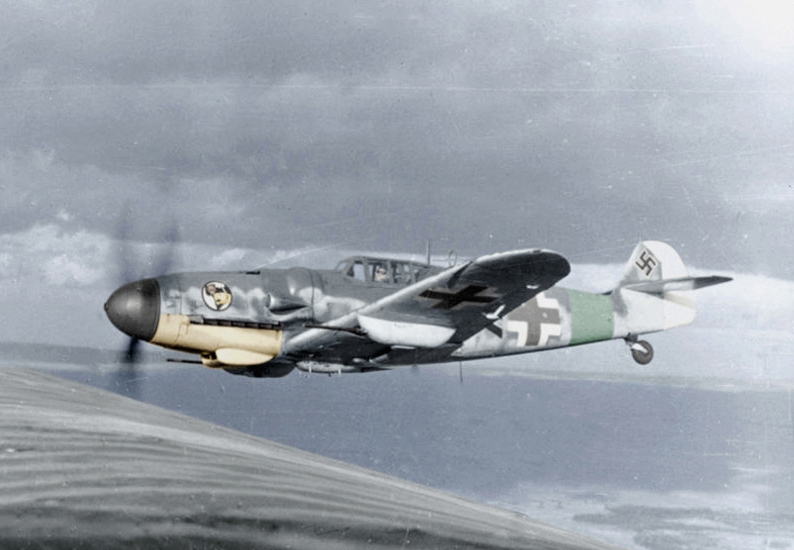
Photographie colorisée d'un Messerschmitt Bf 109 de l'unité de Marseille, la Jagdgeschwader 27 (JG 27), en 1943. Cet appareil précis a été piloté par l'as Ludwig Franzisket au début de l'année 1944.

Dans les mois qui suivent, Marseille perfectionne sa méthode d'attaque contre les formations ennemies. Cela entraîne une forte proportion de victoires rapides et multiples. Le 3 juin 1942, Marseille attaque seul une formation de seize combattants volant sur Curtiss P-40 et abat six avions du No. 5 Squadron SAAF, dont cinq en six minutes, parmi lesquels trois as : Robin Pare (six victoires), Cecil Golding (6,5 victoires) et Andre Botha (cinq victoires). Il réussit ces victoires avec peu de munitions, environ 60 balles par avion. Ce succès gonfle son score avec ses 70e à 75e victoires. Marseille reçoit la croix de chevalier de la croix de fer avec feuilles de chêne le 6 juin 1942. Il est le 2e pilote de son unité et le 97e militaire à recevoir cette décoration. Son ailier Rainer Pöttgen gagne au fil du temps le surnom de Fliegendes Zählwerk (« le compteur volant »).
Il devient une célébrité en Allemagne grâce à la propagande nazie qui traite les pilotes de chasse comme des vedettes. Il signe régulièrement des cartes postales à son image et Der Adler, une revue de propagande publiée par la Luftwaffe, rapporte même les exploits de Marseille dans le volume 14 de l'année 1942, de même que Die Berliner, Illustrierte, Zeitung ou encore Die Wehrmacht. La notoriété de Marseille touche même ses ennemis et les pilotes britanniques reçoivent même l'ordre de ne plus l'attaquer ou alors seulement en groupe. Les Britanniques ont ensuite pris Marseille en chasse avec des pilotes d'élite, dont Clive Caldwell — plus grand as allié en Afrique du Nord — qui parvient à abattre plusieurs membres de son unité, mais ne le rencontre jamais en combat.
Le 17 juin 1942, Marseille revendique sa 100e victoire aérienne. Il est le 11e pilote de la Luftwaffe à atteindre cette marque symbolique mais le premier sur le front de l'ouest. Le pilote de chasse retourne ensuite en Allemagne pendant deux mois et le lendemain, il se voit décerner la croix de chevalier de la croix de fer avec feuilles de chêne et glaives. Il est le 12e militaire à obtenir cette haute décoration. Le 6 août, il commence son voyage de retour en Afrique du Nord accompagné de sa fiancée Hanne-Lies Küpper. Sur le chemin, le 13 août, il rencontre le président du Conseil des ministres d'Italie Benito Mussolini à Rome et y reçoit la plus haute distinction militaire italienne pour bravoure, la médaille d'argent de la valeur militaire. Pendant son séjour en Italie, Marseille disparaît un certain temps, incitant le chef de la Gestapo à Rome Herbert Kappler à ouvrir un dossier pour personne disparue. Il est finalement localisé. Selon les rumeurs, il a fui avec une Italienne, mais a été persuadé de rejoindre son unité. D'une manière inhabituelle, cet incident est passé sous silence et cela n'a aucune répercussion sur sa carrière. En quittant sa fiancée à Rome, Marseille retourne au combat le 23 août. Il retrouve une situation complètement différente de celle qu'il a connue. En effet, la Luftwaffe est maintenant sur la défensive en Afrique, car les pilotes allemands font face à un ennemi six fois supérieur en nombre, ce qui accroît leurs pertes.

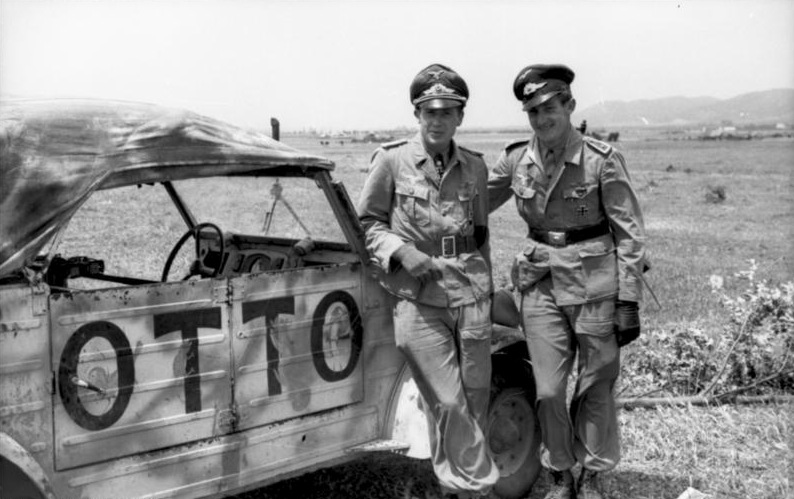
Les pilotes Ernst-Wilhelm Reinert et Maximilian Volke posant devant le Volkswagen Kübelwagen de Hans-Joachim Marseille en juin 1942.

Pour autant, peu après, le 1er septembre 1942 est la journée la plus réussie de Marseille qui détruit 17 avions alliés pour ses 105e à 121e victoires au cours de trois missions (quatre victoires lors de la première, huit lors de la seconde et cinq lors de la dernière). Le mois de septembre est aussi mémorable avec la revendication de 54 victoires, l'apogée de sa réussite. La marque de 17 avions abattus inclut huit avions détruits en dix minutes. À la suite de cet exploit, un Volkswagen Kübelwagen lui est offert par un escadron de la Regia Aeronautica, sur lequel ses camarades italiens peignent le mot « Otto » (« huit » en italien). C'est le nombre record d'avions alliés occidentaux abattus par un seul pilote en une seule sortie. Seul un autre pilote, Emil Lang, dépasse ce nombre mais contre l'armée de l'air soviétique sur le front de l'Est, le 4 novembre 1943. Après avoir abattu cinq avions supplémentaires dès le lendemain (victoires 122 à 126) et six le jour d'après (victoires 127 à 132), il reçoit la croix de chevalier de la croix de fer avec feuilles de chêne, glaives et brillants, étant alors le 4e militaire à obtenir cette décoration (après Werner Mölders, Adolf Galland et Gordon Gollob). Néanmoins, le 3 septembre 1942, malgré ses victoires, il est touché par l'as canadien James Francis Edwards.
Trois jours plus tard, Edwards a probablement tué Günther Steinhausen, un ami de Marseille. Le lendemain, le 7 septembre 1942, un autre ami proche, Hans-Arnold Stahlschmidt, est porté disparu au combat. Ces pertes affectives pèsent lourdement sur le mental de Marseille et trouvent un écho avec sa propre tragédie familiale et la mort de sa sœur. Il parle moins et devient plus morose dans les dernières semaines de sa vie. La sollicitation des combats provoque également un somnambulisme et d'autres symptômes qui pourraient être interprétés comme un trouble de stress post-traumatique. Marseille ne s'est jamais vraiment remis de ces événements. Malgré cela, il continue à marquer plusieurs victoires en septembre, dont sept le 15 septembre (victoires 145 à 151). Il devient alors le 3e pilote allemand, mais le seul sur le front de l'ouest, à atteindre les 150 victoires. Le 16 septembre, il rencontre le « Renard du désert », le Generalfeldmarschall Erwin Rommel, qui le félicite pour être devenu à 22 ans le plus jeune Hauptmann de la Luftwaffe. Cette rencontre est relatée quelques jours après dans Die Deutsche Wochenschau, une émission d'actualités cinématographiques de propagande nazie.
Entre le 16 et le 25 septembre, Marseille n'augmente pas son nombre de victoires en raison d'une fracture du bras, provoquée par un atterrissage forcé. En conséquence, il est interdit de vol par Eduard Neumann. Mais le même jour, le pilote emprunte le Macchi M.C.202 Folgore de l'as italien Emanuele Annoni (it) pour un vol d'essai. Le vol est court puisque Marseille éteint accidentellement le moteur, les commandes de gaz des avions italiens étant situées à l'inverse des avions allemands.
Marseille dépasse presque le score de 59 victoires en seulement cinq semaines réalisé par son ami Hans-Arnold Stahlschmidt. Mais la supériorité matérielle massive des Alliés exerce une contrainte trop forte sur les pilotes allemands. En effet, à cette époque, les unités de chasse allemandes comptent 112 appareils quand les Alliés alignent près de 800 machines. Marseille est épuisé physiquement par le rythme frénétique des combats. Après son dernier combat le 26 septembre, une bataille de 15 minutes avec une formation de Supermarine Spitfires au cours de laquelle il marque sa 7e victoire du jour (et 158e en tout), il est proche de l'effondrement après l'atterrissage. Plusieurs membres de son escadron sont vraisemblablement choqués par l'état physique du pilote allemand. Marseille, selon ses propres comptes rendus postérieurs à la bataille, a été engagé par un pilote de Spitfire lors d'un intense combat aérien avec des changements d'altitude et il n'a pu se défaire de son adversaire qu'en éblouissant le pilote grâce au Soleil. Le Spitfire s'est écrasé avec le pilote encore à l'intérieur. Marseille écrit que « c'était l'adversaire le plus difficile que j'aie jamais eu. Ses virages étaient fabuleux Je… pensais que ce serait mon dernier combat ». Le pilote et son unité (No. 145 Squadron RAF (en) ou No. 601 Squadron RAF (en)) restent inconnus.

### La fin
Les deux missions du 26 septembre 1942 dans l'une desquelles Marseille abat sept avions alliés s'effectuent sur Bf 109G-2/trop, une variante du Bf109 plus moderne et tropicalisée. Les six premières de ces machines doivent remplacer les Bf 109F de l'unité et toutes sont attribuées au groupe 3 de Marseille. Ce dernier avait précédemment ignoré les ordres d'utiliser ces nouveaux avions en raison d'un taux élevé de pannes moteur, mais sur les ordres du Generalfeldmarschall Albert Kesselring, le pilote obéit à contrecœur. Une de ces machines, la WK-Nr. 14256 dotée d'un moteur Daimler-Benz DB 605 A-1, est le dernier avion de Marseille.
Au cours des trois jours suivants, le groupe de Marseille est mis au repos. Le 28 septembre, il reçoit un appel téléphonique du Generalfeldmarschall Erwin Rommel lui demandant de l'accompagner en Allemagne. Hitler devant faire un discours au Sportpalast de Berlin le 30 septembre, Rommel et Marseille doivent y assister. Le pilote décline néanmoins cette offre, expliquant qu'il est nécessaire sur le front avec son unité et, comme il a pris des congés importants auparavant, il a l'espoir de se rendre auprès de sa fiancée Hanne-Lies Küpper à Noël, pour l'épouser.

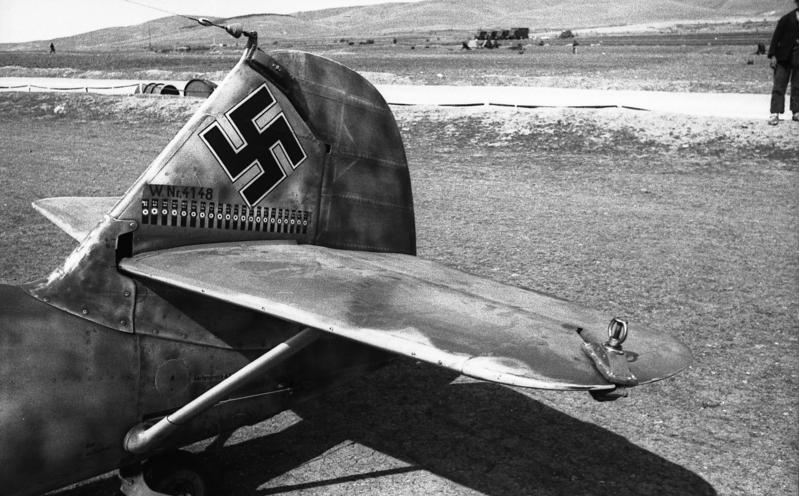
Photographie de l'empennage d'un Messerschmitt Bf 109, en 1941.

Le 30 septembre 1942, le Hauptmann Marseille dirige son groupe dans une mission d'escorte de Stuka protégeant le retrait d'un des groupes de la Jagdgeschwader 53 (JG 53) déployé pour soutenir la Jagdgeschwader 27 (JG 27) en Afrique. Marseille tente d'engager le combat avec un avion allié dans les environs mais l'adversaire se retire sans combattre. Marseille indique cependant la position supposée de la formation adverse à son chef, Eduard Neumann. Marseille entend l'as Werner Schröer indiquer à la radio qu'il a abattu un Spitfire, puis en revenant à la base, le cockpit de son Bf 109G-2/trop commence à se remplir de fumée. Aveuglé par le pare-brise et à moitié asphyxié, il est guidé vers les lignes allemandes par ses coéquipiers Jost Schlang et Rainer Pöttgen. Au fur et à mesure, l'avion perd de la vitesse et de l'altitude. Après environ dix minutes, Pöttgen distingue la mosquée de Sidi-Abd-el-Rahman, avec ses murs blancs caractéristiques, et mentionne donc être passé côté allemand. À ce stade, Marseille estime que l'avarie est trop importante, et la situation étant difficile à supporter,, il décide de sauter en parachute de l'avion.
Eduard Neumann qui dirige personnellement la mission du poste de commandement écoute la communication radio entre les pilotes et se rend compte immédiatement que quelque chose de sérieux se passe. La large formation, groupée autour de Marseille, se détache pour lui donner la marge de manœuvre nécessaire à l'évacuation. Marseille effectue la procédure standard, mais en raison de la fumée et de la légère désorientation qu'il subit, il ne remarque pas que l'avion change d'assiette et entame une plongée (angle de 70 à 80 degrés) en prenant de la vitesse (environ 640 km/h). Il quitte le poste de pilotage et est aussitôt projeté vers l'arrière. Le côté gauche de sa poitrine heurte l'empennage de son avion, soit le tuant instantanément, soit le rendant inconscient au point de ne pouvoir actionner son parachute. Il tombe presque verticalement, frappant le sol du désert à sept kilomètres au sud de Sidi-Abd-el-Rahman, malgré un déploiement partiel du parachute.
Lors de la récupération du corps, la poignée d'ouverture du parachute révèle que Marseille n'a même pas tenté de l'ouvrir. Lors de son arrivée, l'Oberarzt Bick, le médecin de régiment pour le 115e Panzergrenadier-Regiment et l'un des premiers témoins de la chute fatale de Marseille, note que la montre de Marseille s'est arrêtée exactement à 11 h 42. Dans son rapport d'autopsie postérieur, il ajoute que « le pilote était couché sur le ventre comme s'il dormait. Ses bras étaient cachés sous son corps. Au fur et à mesure que je me rapprochais, je vis une flaque de sang qui venait du côté de son crâne écrasé, [le cerveau] étant exposé ». Mettant le pilote sur son dos et ouvrant sa veste de vol, il découvre la croix de chevalier de la croix de fer avec feuilles de chêne et glaives et comprend immédiatement de qui il s'agit.
L'Oberleutnant Ludwig Franzisket récupère le corps de Marseille. Ce dernier est placé à l'infirmerie de l'unité afin que ses camarades lui rendent hommage tout au long de la journée. Ils diffusent notamment le disque de la chanson Rhumba Azul qu'il aimait écouter. Les funérailles ont lieu le 1er octobre 1942 au cimetière de Derna. Le Generalfeldmarschall Albert Kesselring et Eduard Neumann lui font un éloge.
Le groupe de Marseille, le 3./JG 27, est nommé par la suite officiellement Marseille Staffel.

## Postérité

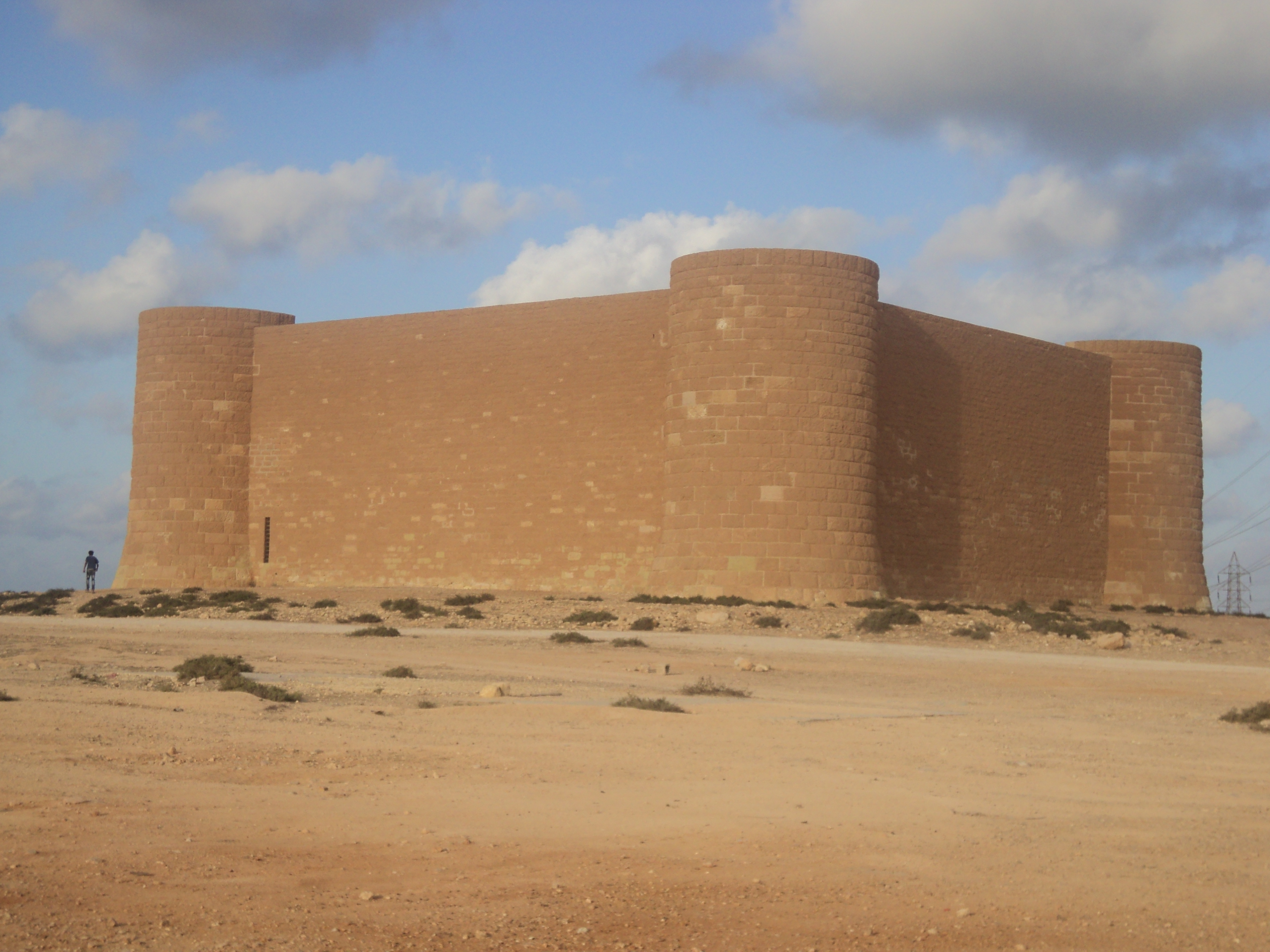
Le cimetière militaire allemand de Tobrouk (2012).

Hans-Joachim Marseille a finalement obtenu 158 victoires,, dont 151 sur le front d'Afrique du Nord, au cours de 382 missions, ce qui fait de lui le troisième pilote allemand à franchir la barre des 150 victoires et le premier à les avoir toutes remportées contre les talentueux pilotes de l'Empire britannique.
Une enquête sur l'accident de Marseille est rapidement diligentée et le rapport de la commission (Aktenzeichen 52, Br.B.Nr. 270/42), réalisé par l'Oberstleutnant Walter Schmidt-Coste, conclut que l'accident a été causé par des dommages affectant le réducteur d'hélice, ce qui a provoqué une fuite d'huile. Ensuite, un certain nombre de dents se sont brisées, ce qui a enflammé l'huile. Le sabotage ou l'erreur humaine sont exclus. L'avion, W. Nr. 14256, effectuait sa première mission.
La Jagdgeschwader 27 (JG 27) est transférée hors d'Afrique pendant environ un mois en raison de l'impact de la mort de Marseille sur le moral de ses coéquipiers. Elle s'ajoute à la mort de deux autres as, Günther Steinhausen et l'ami de Marseille Hans-Arnold Stahlschmidt, trois semaines plus tôt. Un biographe suggère que ce transfert résulte du manque de préparation de cette perte et de l'échec dans le style de commandement de Marseille. En effet, plus Marseille enchaînait les victoires, plus son groupe s'appuyait sur lui. Les historiens Hans Ring et Christopher Shores soulignent également que les promotions de Marseille sont basées sur des taux de réussite personnels avant toute autre raison, incitant de fait d'autres pilotes à rechercher avant tout des victoires individuelles. Ils volaient en soutien et jouaient un rôle secondaire car souvent, ils étaient empêchés d'attaquer les avions ennemis pour permettre à Marseille d'augmenter encore plus son score.

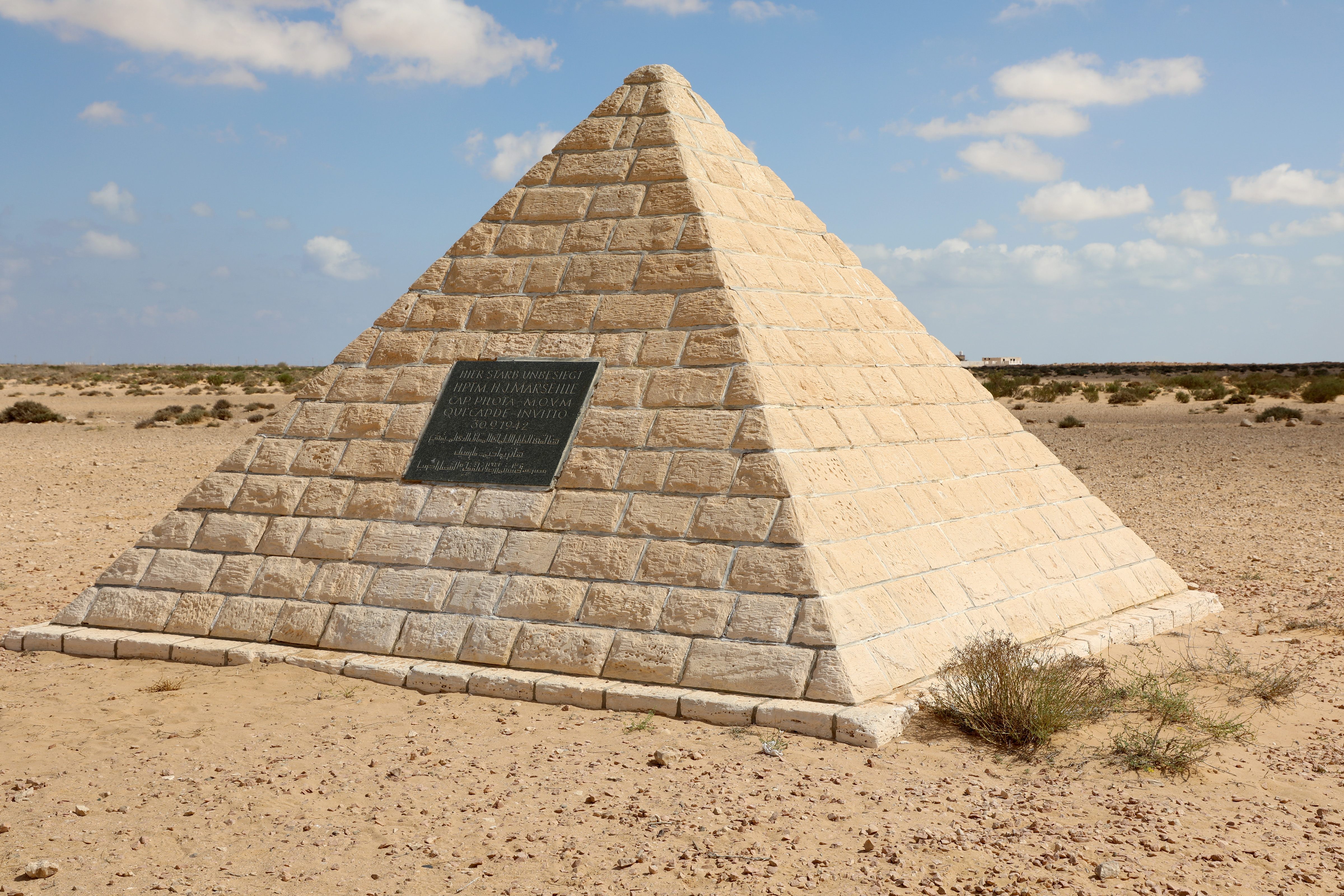
Pyramide Marseille, Sidi Abd el-Rahman.

L'impact de Marseille sur les pilotes de chasse alliés et leur moral n'est pas clair. Andrew Thomas cite un pilote décrivant un « sentiment d'impuissance », tandis que Robert Tate est en revanche plus sceptique, arguant notamment qu'il y a peu de chances que de nombreux pilotes alliés aient entendu parler de Marseille puisque l'identité de leurs adversaires ne leur était pas facilement accessible, au-delà d'une identification d'un appareil précis.
Après la guerre, la dépouille de Marseille est transférée dans le cimetière militaire allemand de Tobrouk, sous le no 4133. Elle porte l'inscription « Invaincu ». Ce mémorial recueille les corps des soldats du Deutsches Afrikakorps, le corps expéditionnaire allemand en Afrique du Nord commandé notamment par le général Erwin Rommel.
Une petite pyramide est érigée pendant la guerre sur les lieux de l'accident par des Italiens ; sur la plaque en bronze qui l'orne est inscrit : « Ici mourut invaincu le capitaine H. J. Marseille ». En octobre 1989, une nouvelle pyramide est érigée à la place de la première par ses anciens camarades dont Eduard Neumann avec la même inscription en arabe, en allemand et en italien. Un mémorial de la famille Reuter-Marseille se trouve également dans le cimetière de Berlin-Schöneberg.
La dérive d'un de ses Messerschmitt Bf 109F-4/trop (W.Nr 8673) portant 158 marques de victoire est exposée au Musée d'histoire militaire Aérodrome de Berlin-Gatow (de). Initialement, elle a été remise à sa famille par Hermann Göring.
Vingt-cinq ans après la mort de Marseille, d'anciens pilotes de la Seconde Guerre mondiale se sont réunis pour rendre hommage à l'as allemand lors d'une « Réunion internationale des pilotes de chasse » du 7 au 8 octobre 1967 à Fürstenfeldbruck. Les participants à cette réunion étaient des pilotes de chasse de six pays différents dont Erich Hartmann, Robert Stanford Tuck, Adolf Galland, Günther Rall et Mike Martin, qui a été abattu par Marseille le 3 juin 1942. Les invités d'honneur à cette réunion étaient la mère de Marseille, Charlotte Reuter-Marseille, et son ancienne fiancée Hanne-Lies Küpper. La 16e réunion du Deutsches Afrikakorps a eu lieu le 1er et 2 septembre 1984 à Stuttgart. Le Gouvernement fédéral allemand a invité en tant qu'hôte d'honneur le caporal Mathew P. « Mathias » Letulu. Mathias, prisonnier de guerre, a été un temps l'assistant de Marseille.

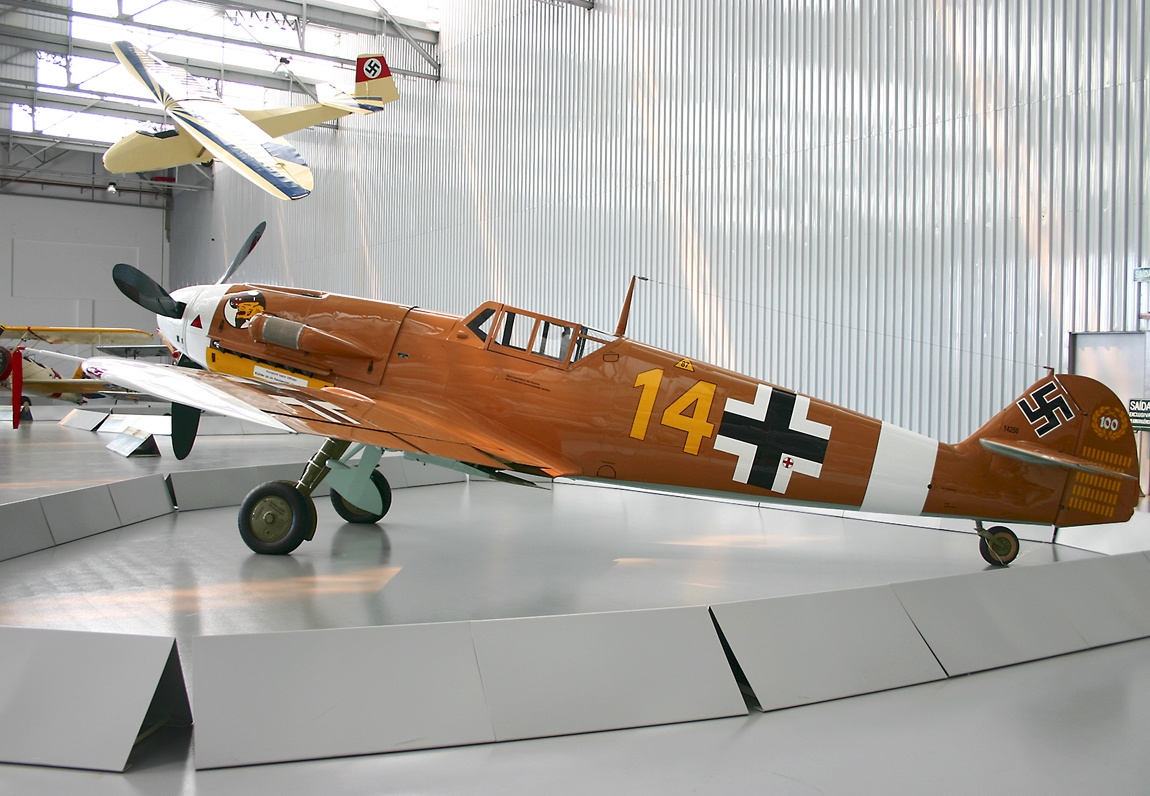
Bf 109 aux couleurs de Marseille et conservé au Museu TAM de São Paulo.

Au cinéma, le film Der Stern von Afrika (1957) de Alfred Weidenmann et le téléfilm Les Épées de diamants (1993) de Denys de La Patellière, se basent plus ou moins sur l'histoire d'Hans-Joachim Marseille.
En 1975, la Bundeswehr a honoré ce pilote de chasse en donnant son nom à une caserne de l'aéroport d'Uetersen, la caserne Marseille (de), située à Appen.

## Promotions
| Date               | Rang                                      |
| ------------------ | ----------------------------------------- |
| 7 novembre 1938    | Flieger                                   |
| 13 mars 1939       | Fahnenjunker                              |
| 1er mai 1939       | Fahnenjunker-Gefreiter                    |
| 1er juillet 1939   | Fahnenjunker-Unteroffizier                |
| 1er novembre 1939  | Fähnrich                                  |
| 1er mars 1941      | Oberfähnrich                              |
| 1er avril 1941     | Leutnant (effectif le 16 juin 1941)       |
| 1er avril 1942     | Oberleutnant (effectif le 8 mai 1942)     |
| 1er septembre 1942 | Hauptmann (effectif le 19 septembre 1942) |

## Distinctions
- Insigne de pilote (1er février 1940)[93] ;
- Croix de fer (1939) ;
  - 2e classe (9 septembre 1940 pour deux victoires)[94] ;
  - 1re classe (17 septembre 1940 pour quatre victoires)[94].

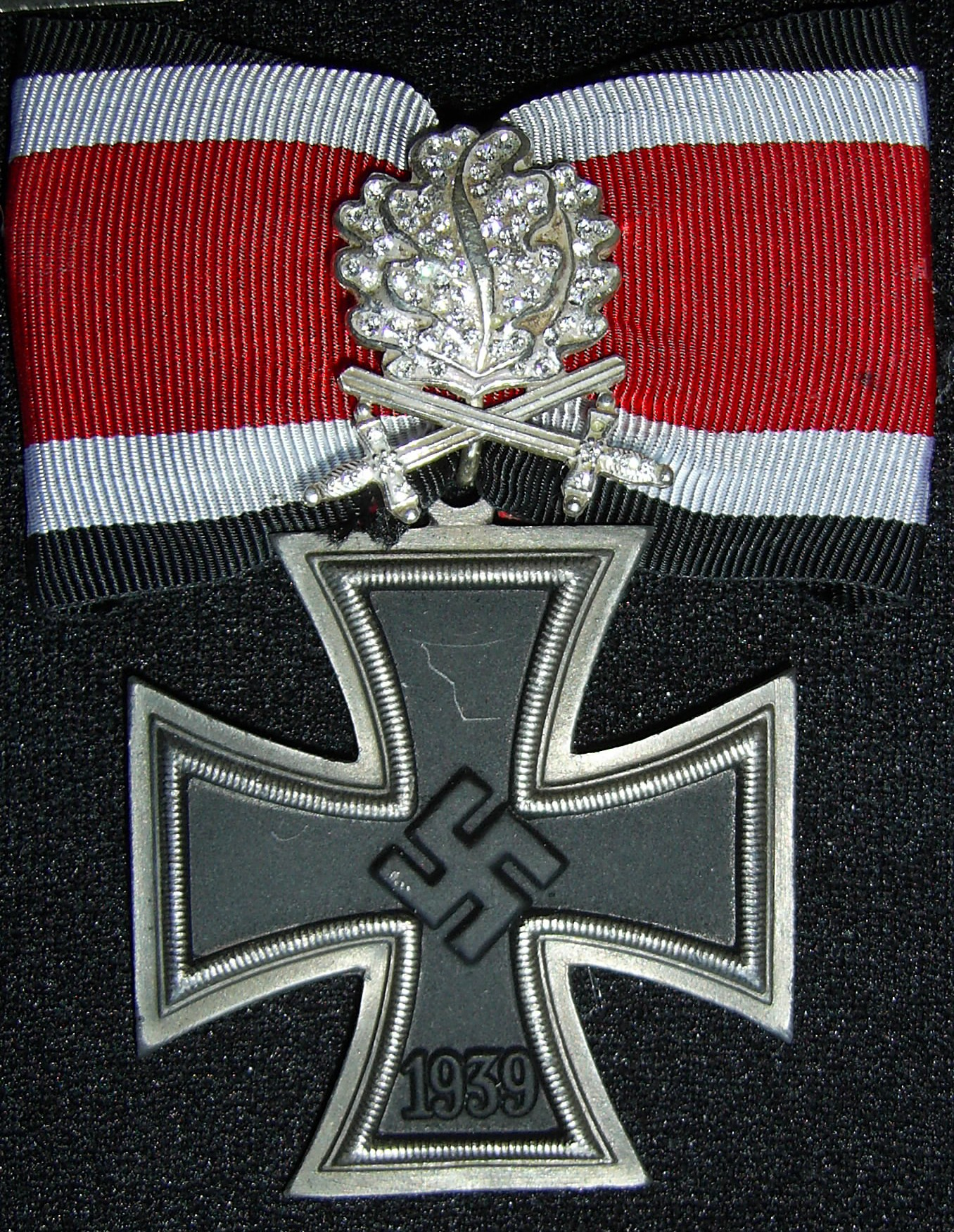
La croix de chevalier de la croix de fer avec feuilles de chêne, glaives et brillants, classe intermédiaire de la croix de chevalier de la croix de fer et troisième grade de la croix de fer. Elle est décernée pour faits de guerre exceptionnels.

- Ehrenpokal der Luftwaffe (3 novembre 1941 pour 25 victoires)[93]. Marseille est le premier pilote à recevoir cette distinction en Afrique. Elle lui est remise par Albert Kesselring[38],[95] ;
- Croix allemande en or (24 novembre 1941)[96] ;
- Médaille de la valeur militaire :
  - Médaille d'argent de la valeur militaire (vers février 1942)[93] ;
  - Médaille d'or de la valeur militaire (6 août 1942). Remise par Benito Mussolini à Rome ;
- Croix de chevalier de la croix de fer avec feuilles de chêne, glaives et brillants ;
  - 416e croix de chevalier le 22 février 1942 (pour 46 victoires[97]) en tant que Leutnant et pilote de la 3./JG 27[95],[98]. Elle lui est remise par Kesselring[99] ;
  - 97e feuilles de chêne le 6 juin 1942 (pour 75 victoires) en tant que Oberleutnant et pilote de la 3./JG 27[95],[100]. Il ne la reçoit pas directement puisqu'il est promu peu après au rang supérieur[101] ;
  - 12e glaives le 18 juin 1942 (pour 100 victoires) en tant que Oberleutnant et Staffelkapitän de la 3./JG 27[95],[102]. Elle lui est remise par Adolf Hitler au Wolfsschanze ;
  - 4e brillants le 3 septembre 1942 en tant que Oberleutnant et Staffelkapitän de la 3./JG 27[95],[103]. La remise prévue par Hitler est annulée à la suite de la mort de Marseille[104].
- Insigne de pilote-observateur en or avec diamants (août 1942)[105]. Remise par Hermann Göring ;
- Bande de bras Afrika (7 juin 1943)[106] ;
- Insigne de combat de la Luftwaffe en or avec fanion « 300 »[105] ;
- Mentionné six fois dans le bulletin quotidien radiophonique de l'armée Wehrmachtbericht[105].

La croix de chevalier de la croix de fer avec feuilles de chêne, glaives et brillants exposée au musée de la caserne Marseille (de), située à Appen, a été volée avant les années 1990.

## Victoires

### Principaux faits d'armes
Par huit fois, Marseille devient « as en un jour » en revendiquant au moins cinq victoires, le seuil définissant un as :
- Le 24 septembre 1941, pour ses 19 à 23e victoires, il revendique cinq appareils abattus : quatre Hawker Hurricanes et un Martin Maryland du No. 203 Squadron RAF ;
- Le 3 juin 1942, pour ses 70 à 75e victoires, il revendique six appareils abattus ;
- Le 17 juin 1942, pour ses 96 à 101e victoires, il revendique six appareils abattus : quatre Hawker Hurricanes, un Curtiss P-40 et un Supermarine Spitfire. L'as néo-zélandais Derek Harland Ward est notamment tué dans ce combat ;
- Le 1er septembre 1942, pour ses 105 à 121e victoires, il revendique dix-sept appareils abattus : tous des Hawker Hurricanes ;
- Le 2 septembre 1942, pour ses 122 à 126e victoires, il revendique cinq appareils abattus : un Supermarine Spitfire et quatre Curtiss P-40s ;
- Le 3 septembre 1942, pour ses 127 à 132e victoires, il revendique six appareils abattus : deux Supermarine Spitfires et quatre Curtiss P-40s. Marseille est touché lors de son dernier combat par l'as canadien James Francis Edwards ;
- Le 15 septembre 1942, pour ses 145 à 151e victoires, il revendique sept appareils abattus : tous des Curtiss P-40s ;
- Le 26 septembre 1942, pour ses 152 à 158e victoires, il revendique sept appareils abattus dont six Supermarine Spitfires.

### Controverse sur les victoires
Certaines divergences sérieuses entre les rapports des escadrons alliés et les revendications allemandes ont amené des historiens et anciens combattants alliés à remettre en cause le nombre exact des victoires officielles de Marseille, et celles du JG 27 dans leur ensemble. L'attention se concentre souvent sur les vingt-six victoires revendiquées par le JG 27 le 1er septembre 1942, dont dix-sept attribuées à Marseille. Le biographe Franz Kurowski (en) affirme que vingt-quatre des vingt-six victoires ont été vérifiées à travers les archives alliées après la guerre. Un historien de l'United States Air Force (USAF), le major Robert Tate, a confirmé qu'au moins dix-sept avions ont été perdus ce jour-là dans la région où opérait Marseille notamment. L'historien britannique Stephen Bungay donne le nombre de vingt pertes alliées ce jour-là. Pour d'autres dates, comme le 15 septembre 1942, d'autres incertitudes sont soulevées par l'historien australien Russell Brown (en),.
Tate poursuit en indiquant que le taux des revendications de Marseille est proche de 65 à 70 % de corroboration, indiquant que jusqu'à cinquante de ses victoires peuvent ne pas être vérifiées. Tate compare également le taux de corroboration de Marseille avec les six premiers pilotes de Curtiss P-40s. Alors que seules les revendications de James Francis Edwards sont prouvées à 100 %, d'autres as comme Clive Caldwell (50 % à 60 % de corroboration), Billy Drake (70 % à 80 %), John Lloyd Waddy (70 % à 80 %) et Andrew Barr (60 % à 70 %) ont un taux de corroboration du même ordre de grandeur que celui de Marseille. Cet élément est confirmé par Christopher Shores et Hans Ring.
Pour autant, Stephan Bungay souligne la faible valeur militaire des victoires de Marseille — des chasseurs de la DAF plutôt que des bombardiers. En effet, à la mi-1942, ce sont les bombardiers qui ont un effet très dommageable sur les unités terrestres de l'Axe et les itinéraires de ravitaillement. C'est par exemple l'une des raisons que Rommel invoque pour expliquer la défaite de la bataille d'Alam el Halfa le 2 septembre 1942. Bungay souligne, en se référant au 1er septembre 1942, que même si Marseille a abattu 17 avions comme il l'a revendiqué ce jour-là, la centaine d'autres pilotes de chasse allemands n'ont à eux tous que cinq victoires revendiquées. Au cours de cette période, la DAF n'a perdu que quelques bombardiers, tous à cause des défenses antiaériennes.

## Appareils
Hans-Joachim Marseille pilote au combat des avions Messerschmitt Bf 109E-7,, Bf 109F-4/Z et Bf 109G-2/trop.
Parmi les avions Bf 109 E-7 que Marseille a utilisés se trouvent, :
- Werk Nummer (W.Nr) 3579, a subi en combat aérien d'importants dégâts (50 %) le 2 septembre 1940 et l'avion s'est écrasé près de Calais-Marck. Récupéré après-guerre, il est restauré et peint dans les couleurs du W.Nr. 8673, le dernier avion de Marseille ;
- W.Nr 5597, a subi en combat aérien d'importants dégâts (75 %) le 11 septembre 1940 et a fait un atterrissage d'urgence près de Wissant ;
- W.Nr 5094, a subi trop de dégâts (100 %) le 23 septembre 1940 après un combat aérien, ce qui a forcé Marseille à l'abandonner près de Douvres ;
- W.Nr 4091, a subi des dégâts (35 %) en combat aérien le 28 septembre 1940. Marseille réalise alors un atterrissage d'urgence après une panne du moteur près de Théville ;
- W.Nr 1259, a subi en combat aérien d'importants dégâts (80 %) le 20 avril 1941 et Marseille réalise un nouvel atterrissage d'urgence après une panne de moteur ;
- W.Nr 5160, a subi trop de dégâts (100 %) en combat aérien le 23 avril 1941 et Marseille réalise de nouveau un atterrissage d'urgence près de Tobrouk ;
- W.Nr 1567, a subi des dégâts (40 %) en combat aérien le 21 mai 1941 et le pilote réalise encore un atterrissage d'urgence près de Tobrouk.

Les quatre avions Bf 109F-4/Z qu'il a pilotés sont les suivants :
- W.Nr. 12593, sur lequel il atteint sa cinquantième victoire le 23 février 1942[118] ;
- W.Nr. 10059, peint avec 68 barres de victoire sur le gouvernail[118]. Le 15 septembre 1942, cet avion perd une aile dans une collision en vol lorsque son pilote, le Leutnant Friedrich Hoffmann du 3./JG 27, heurte un Bf 109 piloté par l'Unteroffizier Heinrich Pein du 5./JG 27. L'avion de Pein s'écrase avec son pilote qui est tué ; Hoffmann parvient à sauter mais succombe à ses blessures cinq semaines plus tard[119] ;
- W.Nr. 10137, avec le nombre 70 peint dans une couronne et 31 barres de victoire sur le gouvernail[118] ;
- W.Nr. 8673, une variante F-4/trop (tropicalisé). Le nombre 14 est peint en jaune et noir et, sur le gouvernail, se trouvent le nombre 100 placé dans une couronne et 51 barres de victoire[120].

Le dernier avion que Marseille pilote est un Bf 109G-2/trop :
- W.Nr. 14256, une variante tropicalisée dotée d'un moteur Daimler-Benz DB 605 A-1[71].

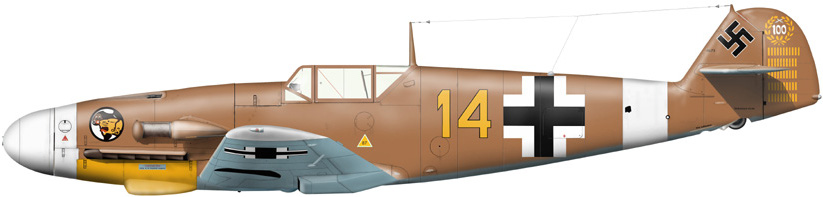
Avion tropicalisé W.Nr. 8673 de Marseille en 1942.

## Attitude vis-à-vis du nazisme
Au début de l'année 2013, le Bureau allemand de recherche sur l'histoire militaire (MGFA) publie une courte évaluation de Hans-Joachim Marseille indiquant que malgré des tentatives occasionnelles dans la littérature populaire pour suggérer que les actions du pilote et son caractère indépendant le maintiennent à une distance idéologique du nazisme, puisqu'il n'y a — à l'époque — pas de biographie académique de Marseille, on ignore s'il a vraiment été en désaccord avec le parti nazi (NSDAP) et sa politique. Marseille était l'héritier d'une tradition militaire ce qui ne l'empêchait pas d'être irrévérencieux, par esprit d'indépendance, mais cela ne suffit pas à en faire un opposant politique.
Plusieurs biographies du pilote allemand ont cependant insisté sur sa défiance à l'égard de l'autorité et du mouvement national-socialiste en général. Certains biographes le décrivent comme « ouvertement anti-nazi ». Lorsqu'il rencontre Adolf Hitler en 1942, il n'en garde pas une impression positive. Après son retour en Afrique, Eduard Neumann a rappelé qu'après sa première rencontre avec Hitler, Marseille aurait dit qu'il pensait que « le Führer était plutôt bizarre ». Marseille a également tenu des propos peu flatteurs sur Hitler et le parti nazi, que plusieurs officiers supérieurs, dont Adolf Galland et Nicolaus von Below, ont entendu lors d'une des cérémonies de remise des prix. Alors que Von Below demandait à Marseille s'il voulait se joindre à une fête du parti, celui-ci aurait répondu qu'il irait s'il y avait « beaucoup de jolies femmes ». Ces remarques ont visiblement contrarié Hitler qui serait resté « perplexe » devant le comportement du pilote.
Marseille a manifesté son manque de respect pour l'élite nazie lors de sa visite en Allemagne en juin-août 1942. Étant un pianiste doué, il est invité à jouer un morceau chez Willy Messerschmitt, un industriel et concepteur du chasseur Messerschmitt Bf 109. Parmi les invités de la fête se trouvent Adolf Hitler, le président du parti Martin Bormann, le proche de Hitler et commandant en chef de la Luftwaffe Hermann Göring, le chef de la SS Heinrich Himmler et le ministre du Reich à l'Éducation du peuple et à la Propagande Joseph Goebbels. Après avoir impressionné l'assistance en jouant La Lettre à Élise de Ludwig van Beethoven, Marseille a ensuite joué du jazz américain, qui est alors considéré comme une musique « dégénérée » dans l'idéologie nazie. Hitler s'est alors levé, a levé la main et a dit : « je pense que nous en avons déjà assez entendu » avant de quitter rapidement la pièce. Magda Goebbels, la femme de Joseph Goebbels, a trouvé la farce amusante et Artur Axmann, responsable des Jeunesses hitlériennes, a rappelé comment son « sang s'est gelé » quand il a entendu cette musique jouée en présence du Führer.
Plus tard au cours du même mois, Marseille est invité une nouvelle fois, malgré sa pique précédente. L'Obergruppenführer Karl Wolff, chef d'état-major du Reichführer-SS, a confirmé que lors de sa visite, Marseille a entendu une conversation entre lui et Odilo Globocnik qui mentionnait des crimes contre les Juifs — notamment —, dans le cadre de l'Aktion Reinhard. Wolff s'est posé alors la question de discuter de ce point avec le pilote, avant de se raviser. Lorsque Marseille rejoint son unité, il demande à des amis s'ils ont entendu ce qui se passe au sujet des Juifs et si quelque chose est en cours. Marseille a aussi raconté comment il a tenté de poser des questions sur les Juifs qui ont disparu de son quartier, y compris le médecin de famille qui avait accouché sa propre mère. Indépendamment de son statut de héros, quand il a tenté d'aborder le sujet dans une conversation, ses questionnements se sont heurtés à des silences gênés, ou à des changements rapides de sujet. Un de ses amis a par la suite remarqué un changement dans l'attitude de Marseille à l'égard de la cause allemande. Il n'a jamais reparlé de cela avec ses camarades.
L'amitié de Marseille avec son aide de camp est également utilisée par ses biographes pour justifier son attitude anti-nazie. En 1942, Marseille devient ami avec un prisonnier de guerre noir de l'armée sud-africaine, le caporal Mathew Letulu, surnommé « Mathias ». Marseille le prend comme aide personnel plutôt que l'envoyer dans un camp de prisonniers de guerre en Europe. Au fil du temps, les deux hommes deviennent inséparables. Marseille reste préoccupé de la façon dont Mathias serait traité par d'autres unités de la Wehrmacht s'il devait être tué, et aurait indiqué une fois « où je vais, Mathias va ». Marseille obtient la promesse de son commandant, Eduard Neumann, que si lui-même tombait au combat, Mathias resterait dans l'unité. Mathias reste fidèle à la JG 27 jusqu'à la fin de la guerre et assiste à des réunions d'après-guerre jusqu'à sa mort en 1984.
Le biographe Robert Tate va plus loin dans son étude de Marseille. Au cours de ses recherches, il contacte le professeur Rafael Scheck, un spécialiste de l'histoire au Colby college. Scheck est l'auteur de Hitler's African Victims: The German Army Massacres of Black French Soldiers in 1940 (2010) et est un expert reconnu sur la théorie raciale et l'Allemagne nazie. Sans être familier avec Marseille, Scheck identifie son amitié avec Mathias comme en contradiction directe avec l'idéologie raciste nazie. Sheck doute que « l'adoption » de Mathias par Marseille et le rôle d'ordonnance qu'il lui confie aient eu pour but de souligner un désaccord avec cette idéologie. Sheck compare ce cas à celui du commandant du camp de concentration de Mauthausen qui a également un homme noir comme serviteur personnel justement dans le but de manquer de respect, et estime que cet aspect diffère pour Marseille. Lorsqu'il est interrogé sur le comportement de Marseille, Sheck déclare : « je ne trouve pas étrange [cette attitude] parce que je suis habitué à voir de nombreuses nuances parmi les Allemands du Troisième Reich. Mais son comportement serait probablement surprenant pour de nombreux autres chercheurs ». Tate note également le penchant de Marseille pour la rumba cubaine d'Ernesto Lecuona, le jazz et le swing qui, selon lui, est une autre façon de résister aux idéaux nazis.